# Ганс-Юрген Гаймзет
Ганс-Юрген Гаймзьот (нім. Hans-Jürgen Heimsoeth, нар. 1953, Масурі, Індія) — німецький дипломат, надзвичайний і Повноважний Посол Федеративної Республіки Німеччина в Україні.

## Біографія
Закінчив школу у Брюсселі (Бельгія). Вивчав історію, філософію та германістику у Фрайбурзькому університеті, отримав диплом Паризького інституту політичних досліджень.
У 1987 року захистив при Фрайбурзькому університеті докторську дисертацію.
З 1981 року перебуває на дипломатичній службі.
Працював у німецьких посольствах в СРСР (1984—1987), Сомалі (1987—1989), Бразилії (1994—1997), Варшаві (1997—2000). У 2005—2008 роках — генеральний консул ФРН у Нью-Йорку.
З 2008 по 2012 рік — Надзвичайний і Повноважний Посол ФРН в Києві (Україна).
З 2012 року керівник місії Німеччини при Організації економічного співробітництва та розвитку в Парижі.